# Werner Otto
Werner Otto (ur. 15 kwietnia 1948 w Dreźnie) – niemiecki kolarz torowy reprezentujący NRD, wicemistrz olimpijski oraz czterokrotny medalista mistrzostw świata.

## Kariera
Pierwsze sukcesy w karierze Werner Otto osiągnął w 1967 roku, kiedy zdobył trzy medale mistrzostw kraju: srebrne w sprincie indywidualnym i wyścigu na 1km oraz brązowy w wyścigu tandemów. W 1968 roku wystartował na igrzyskach olimpijskich w Meksyku, gdzie zajął piąte miejsce w rywalizacji tandemów. W tej samej konkurencji Otto w parze z Hansem-Jürgenem Geschke zwyciężył na mistrzostwach świata w Antwerpii w 1969 roku oraz mistrzostwach świata w Varese w 1971 roku, a na rozgrywanych w 1970 roku mistrzostwach w Leicester zajął drugie miejsce. W tym składzie reprezentanci NRD zdobyli również srebrny medal podczas igrzysk olimpijskich w Monachium w 1972 roku, ulegając jedynie radzieckiej parze Władimir Siemieniec i Ihor Cełowalnykow. Ostatni medal w wyścigu tandemów Geschke i Otto zdobyli na mistrzostwach świata w San Sebastián w 1973 roku, gdzie zajęli trzecie miejsce. Wielokrotnie zdobywał medale torowych mistrzostw kraju, w tym cztery złote.